# Femø Sogn
Femø Sogn 
ist eine Kirchspielsgemeinde (dän.: Sogn)
auf der gleichnamigen Insel Femø im Smålandsfarvandet nördlich der Insel Lolland im südlichen Dänemark.
Bis 1970 gehörte sie zur Harde Fuglse Herred im damaligen Maribo Amt, danach zur Ravnsborg Kommune im Storstrøms Amt, die im Zuge der  Kommunalreform zum 1. Januar 2007 in der Lolland Kommune in der Region Sjælland aufgegangen ist.
Im Kirchspiel leben 112 Einwohner (Stand: 1. Januar 2023).

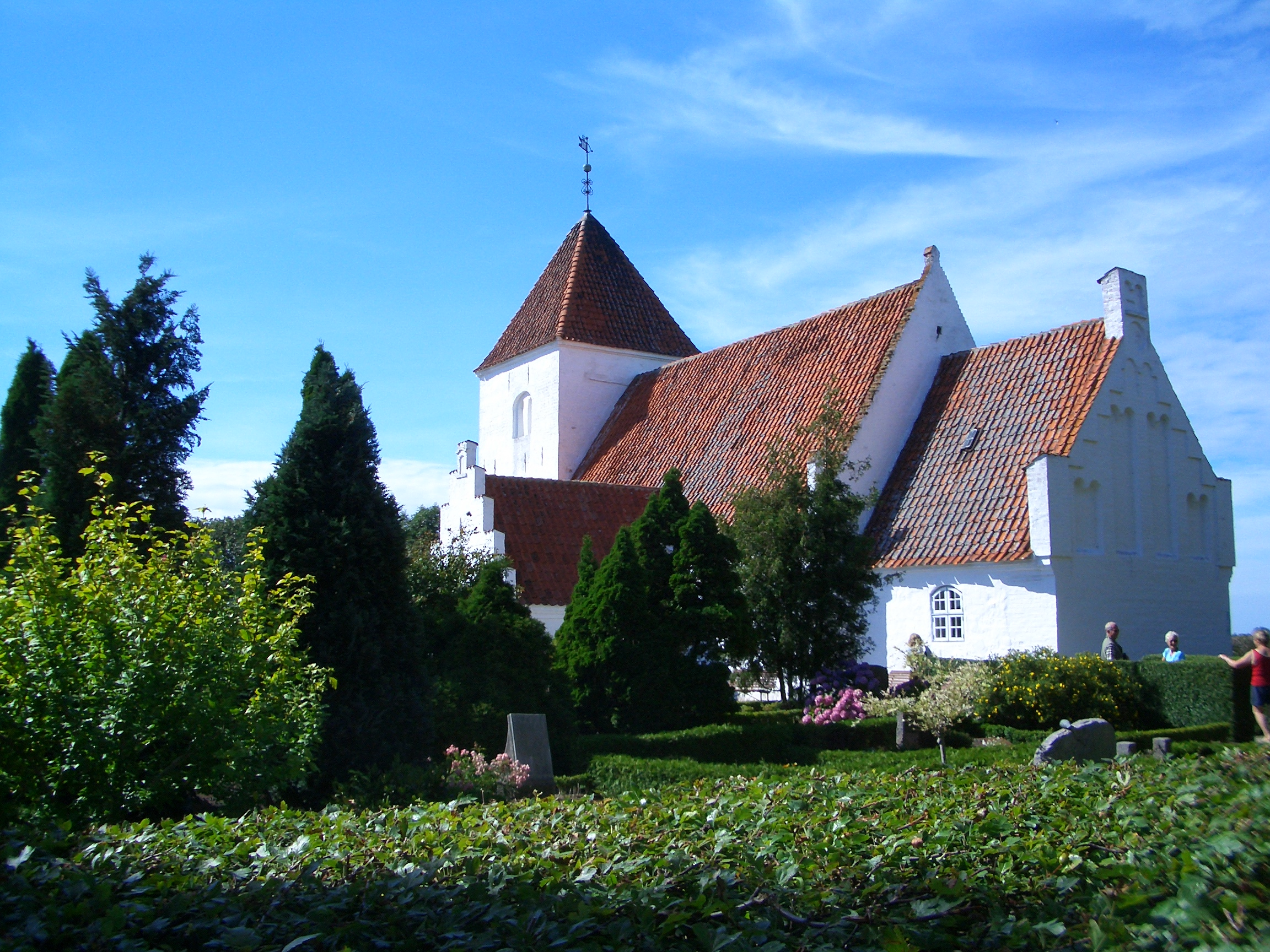
Femø Kirke

Im Kirchspiel liegt die Kirche „Femø Kirke“.